# Oragua
Oragua är ett släkte av insekter. Oragua ingår i familjen dvärgstritar.

## Dottertaxa tillOragua, i alfabetisk ordning[1]
- Oragua alvarengai
- Oragua bakeri
- Oragua bifasciata
- Oragua bousemani
- Oragua congruens
- Oragua discoidula
- Oragua elegantula
- Oragua furva
- Oragua galerula
- Oragua gregoirei
- Oragua hebeta
- Oragua hualla
- Oragua insipida
- Oragua jurua
- Oragua maculifera
- Oragua maculipes
- Oragua nebulosa
- Oragua notulatula
- Oragua nusinasa
- Oragua obscura
- Oragua osborni
- Oragua partitula
- Oragua pucallpensis
- Oragua repetita
- Oragua schmidti
- Oragua stylata
- Oragua triplehorni
- Oragua variolosa
- Oragua velutina
- Oragua yuracensis